# Європейська легкоатлетична асоціація
Європейська легкоатлетична асоціація (скорочено — ЄАА) є недержавною неприбутковою організацією, створеною для просування та розвитку легкоатлетичного спорту в Європі. ЄАА є однією з шести континентальних легкоатлетичних асоціацій (англ. Area Associations) Світової легкої атлетики та керівним органом з легкої атлетики в Європі.
ЄАА налічує в своєму складі 51 країну-члена, кожну з яких представляє відповідна національна легкоатлетична федерація.
Членство Всеросійській федерації легкої атлетики в ЄАА зупинено з 2015 внаслідок допінгового скандалу.

## Історія
У 1932 ІААФ створила спеціальний комітет для вивчення можливості проведення чемпіонату Європи з легкої атлетики.
Наступного року Рада ІААФ призначила постійно діючий Європейський комітет. Перше засідання Комітету відбулось 7 січня 1934 в Будапешті, а перший чемпіонат Європи з легкої атлетики був проведений пізніше цього року в Турині. Комітет обирався кожні чотири роки всіма членами ІААФ, а з 1966 — виключно європейськими федераціями-членами ІААФ. Комітету розширив календар європейських змагань, заснувавши спочатку Кубок Європи (вперше проведений у 1965), а згодом — Європейські ігри в приміщенні (вперше проведені в 1966), які згодом були набули статусу та перейменовані на чемпіонат Європи в приміщенні.
1 листопада 1969 року на засіданні Комітету в Бухаресті було створено Асоціацію європейських країн-членів ІААФ, конституцію якої було затверджено на проведеному наступного року Конгресі ІААФ. Конституційні правила набули чинності на установчому Конгресі ЄАА, що відбувся 7 листопада 1970 в Парижі та після якого організація набула своє теперішнє найменування. В першому Конгресі брали участь 69 делегатів, які представляли 34 країни Європи: Австрія, Албанія, Бельгія, Болгарія, Велика Британія, НДР, Гібралтар, Греція, Данія, Ірландія, Ісландія, Іспанія, Італія, Кіпр, Ліхтенштейн, Люксембург, Мальта, Монако, Нідерланди, Норвегія, Польща, Португалія, Румунія, Сан-Марино, СРСР, Туреччина, Угорщина, Фінляндія, Франція, ФРН, Чехословачина, Швейцарія, Швеція та Югославія.
До 1987 всі національні федерації, залежно від їх масштабу, розподілялись на 4 групи: ті, що входили до групи АА мали 8 голосів, до групи А — 6 голосів, до групи В — 4 голоси та до групи С — 2 голоси. Після 1987 всі федерації були урівнені в правах та кожна стала мати один голос на засіданнях Конгресу ЄАА.
У 2003 було прийнято рішення про переутворення ЄАА з переведенням її штаб-квартири з 1 січня 2004 до Лозанни, а 15 жовтня 2005 Конгресом ЄАА була затверджена нова Конституція організації.

## Змагання
ЄАА організовує численні легкоатлетичні змагання різного рівня:
- Основні чемпіонати:
  - Чемпіонат Європи з легкої атлетики (англ. European Athletics Championships)
  - Чемпіонат Європи з легкої атлетики в приміщенні (англ. European Athletics Indoor Championships)
  - Командний чемпіонат Європи з легкої атлетики (англ. European Athletics Team Championships)
  - Чемпіонат Європи з кросу (англ. SPAR European Cross Country Championships)
- Матчеві зустрічі:
  - Матчева зустріч Європа-США з легкої атлетики
- Чемпіонати у вікових групах:
  - Чемпіонат Європи з легкої атлетики серед молоді (англ. European Athletics U23 Championships)
  - Чемпіонат Європи з легкої атлетики серед юніорів (англ. European Athletics U20 Championships)
  - Чемпіонат Європи з легкої атлетики серед юнаків (англ. European Athletics U18 Championships)
- Інші кубкові змагання та чемпіонати:
  - Кубок Європи зі спортивної ходьби (англ. European Race Walking Cup)
  - Кубок Європи з метань (англ. European Throwing Cup)
  - Чемпіонат Європи з гірського бігу (англ. European Mountain Running Championships)
  - Чемпіонат Європи з позашосейного бігу (англ. European Off-Road Running Championships) (починаючи з 2022)
  - Кубок Європи з бігу на 10000 метрів (англ. European 10,000m Cup)
- Клубні першості:
  - Кубок європейських клубних чемпіонів з легкої атлетики (англ. European Champion Clubs Cup (ECCC) Track & Field Senior)
  - Кубок європейських клубних чемпіонів з легкої атлетики серед юніорів (англ. ECCC Track & Field U20)
  - Кубок європейських клубних чемпіонів з кросу (англ. ECCC Cross Country)
- Інші одноденні змагання:
  - Змагання категорії «Premium Permit» (англ. Premium Permit Meetings): одноденні змагання найвищої категорії на стадіоні; у 2019 календар ЄАА передбачав 5 таких змагань[9]
  - Змагання категорії «Classic Permit» (англ. Classic Permit Meetings): одноденні змагання на стадіоні класом нижче за «Premium»; у календарі-2019 таких змагань було 27[9]
  - Змагання категорії «Area Permit» (англ. Area Permit Meetings): змагання класом нижче за категорії «Premium» та «Classic», що включають як змагання на стадіоні, так і кросові змагання та змагання з шосейного бігу; у календарі-2019 їх було 34[10]
  - Змагання в приміщенні (англ. Indoor Permit Meetings): календар-2019 передбачав 16 таких змагань[11]
  - Змагання з кросу (англ. Cross Country Permit Meetings): у кросовому сезоні 2018—2019 було проведено 10 таких стартів[12]
  - Змагання зі спортивної ходьби (англ. Race Walking Permit Meetings): у 2019 було проведено два змагання цієї серії[13]

## Спеціальні нагороди

### Кращі легкоатлет (легкоатлетка) року в Європі
| Рік  | Чоловіки                                         | Жінки                          |
| ---- | ------------------------------------------------ | ------------------------------ |
| 1993 | Лінфорд Крісті Велика Британія                   | Саллі Ганнелл Велика Британія  |
| 1994 | Колін Джексон Велика Британія                    | Ірина Привалова Росія          |
| 1995 | Джонатан Едвардс Велика Британія                 | Соня О'Саллівен Ірландія       |
| 1996 | Ян Железний Чехія                                | Світлана Мастеркова Росія      |
| 1997 | Вілсон Кіпкетер Данія                            | Астрід Кумбернусс Німеччина    |
| 1998 | Джонатан Едвардс Велика Британія                 | Крістін Аррон Франція          |
| 1999 | Томаш Дворжак Чехія                              | Габріела Сабо Румунія          |
| 2000 | Ян Железний Чехія                                | Тріне Гаттестад Норвегія       |
| 2001 | Андре Бухер Швейцарія                            | Штефані Граф Австрія           |
| 2002 | Двейн Чемберс Велика Британія                    | Сюрея Айхан Туреччина          |
| 2003 | Християн Ульссон Швеція                          | Кароліна Клюфт Швеція          |
| 2004 | Християн Ульссон Швеція                          | Келлі Голмс Велика Британія    |
| 2005 | Віргіліюс Алекна Литва                           | Олена Ісинбаєва Росія          |
| 2006 | Френсіс Обіквелу Португалія                      | Кароліна Клюфт Швеція          |
| 2007 | Теро Піткямякі Фінляндія                         | Бланка Влашич Хорватія         |
| 2008 | Андреас Торкільдсен Норвегія                     | Олена Ісинбаєва Росія          |
| 2009 | Філліпс Ідову Велика Британія                    | Марта Домінгес Іспанія         |
| 2010 | Крістоф Леметр Франція                           | Бланка Влашич Хорватія         |
| 2011 | Мо Фара Велика Британія                          | Марія Савінова Росія           |
| 2012 | Мо Фара Велика Британія                          | Джессіка Енніс Велика Британія |
| 2013 | Богдан Бондаренко Україна                        | Зузана Гейнова Чехія           |
| 2014 | Рено Лавіллені Франція                           | Дафне Схіперс Нідерланди       |
| 2015 | Грег Резерфорд Велика Британія                   | Дафне Схіперс Нідерланди       |
| 2016 | Мо Фара Велика Британія                          | Рут Бейтья Іспанія             |
| 2017 | Йоганнес Феттер Німеччина                        | Екатеріні Стефаніді Греція     |
| 2018 | Кевін Маєр Франція                               | Діна Ашер-Сміт Велика Британія |
| 2019 | Карстен Варгольм Норвегія                        | Марія Ласіцкене Росія          |
| 2020 | не визначались                                   |                                |
| 2021 | Карстен Варгольм Норвегія                        | Сіфан Гассан Нідерланди        |
| 2022 | Арман Дюплантіс ШвеціяЯкоб Інгебрігтсен Норвегія | Фемке Бол Нідерланди           |
| 2023 | Якоб Інгебрігтсен Норвегія                       | Фемке Бол Нідерланди           |
| 2024 | Арман Дюплантіс Швеція                           | Ярослава Магучіх Україна       |

### Кращі молоді легкоатлет (легкоатлетка) року в Європі
| Рік  | Чоловіки                                         | Жінки                          |
| ---- | ------------------------------------------------ | ------------------------------ |
| 2007 | Ендрю Гоу Італія                                 | Джессіка Енніс Велика Британія |
| 2008 | Рафаель Гольцдеппе Німеччина                     | Стефані Твелл Велика Британія  |
| 2009 | Крістоф Леметр Франція                           | Кароліна Гровдаль Норвегія     |
| 2010 | Тедді Тамго Франція                              | Сандра Перкович Хорватія       |
| 2011 | Давід Шторль Німеччина                           | Джоді Уільямс Велика Британія  |
| 2012 | Павел Маслак Чехія                               | Ангеліка Бенгтссон Швеція      |
| 2013 | Емір Бекрич Сербія                               | Аніта Хінріксдоуттір Ісландія  |
| 2014 | Адам Джемілі Велика Британія                     | Марія Кучина Росія             |
| 2015 | Конрад Буковецький Польща                        | Ноемі Зберен Швейцарія         |
| 2016 | Макс Гесс Німеччина                              | Нафіссату Тіам Бельгія         |
| 2017 | Карстен Варгольм Норвегія                        | Юлія Левченко Україна          |
| 2018 | Арман Дюплантіс ШвеціяЯкоб Інгебрігтсен Норвегія | Ельвіра Герман Білорусь        |
| 2019 | Ніклас Кауль Німеччина                           | Ярослава Магучіх Україна       |
| 2020 | не визначались                                   |                                |
| 2021 | Саша Зоя Франція                                 | Фемке Бол Нідерланди           |
| 2022 | Міколас Алекна Литва                             | Еліна Дженго Греція            |
| 2023 | Маттія Фурлані Італія                            | Ангеліна Топич Сербія          |
| 2023 | Нільс Ларос Нідерланди                           | Адріана Вілагош Сербія         |

## Керівні органи
ЄАА виконує покладені на неї функції через свої органи та посадових осіб:
- Конгрес (англ. Congress), який є найвищим органом ЄАА, уповноваженим приймати найважливіші рішення (прийняття нових членів, зупинення членства, обрання Президента ЄАА, затвердження бюджету організації, внесення змін до Конституції ЄАА тощо). Кожна країна-член ЄАА має право брати участь у засіданнях Конгресу з правом голосу.
- Рада (англ. Council), яка є найвищим органом управління ЄАА в період між Конгресами. До складу Ради входять Президент, три Віце-Президенти ЄАА та 13 членів. Також до складу Ради за посадою входять голова Комісії атлетів ЄАА, Генеральний директор ЄАА та Президент ІААФ. З-поміж інших повноважень, до компетенції Ради ЄАА належить ратифікація рекордів Європи з легкої атлетики.
- Виконавчий комітет (англ. Executive Board), до складу якого входять Президент, віце-президенти та Генеральний директор ЄАА. ЄАА організовує виконання рішень Конгресу та Ради.
- Президент (англ. President) та три віце-президенти (англ. Vice-Presidents).
- Комісії (англ. Commissions), дорадчі органи при Раді та Виконавчому комітеті ЄАА, з питань (1) організації змагань та (2) розвитку легкої атлетики в регіоні.
- Комітет легкоатлетів (англ. Athletes’ Committee), на який покладені функції з представництва інтересів європейських легкоатлетів.
- Головний офіс (англ. Head Office), очолюваний Генеральним директором (англ. CEO), який відповідає за організацію господарсько-адміністративної роботи в ЄАА.
- Суд ЄАА (англ. EAA Court), який розглядає спори між органами ЄАА, атлетами, тренерами та функціонерами європейських федерацій-членів ЄАА.

## Президенти ЄАА

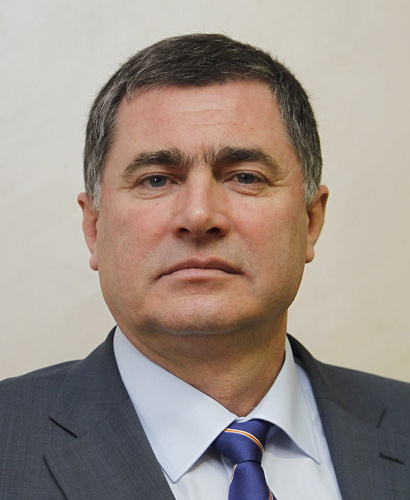
Добромір Карамарінов, Шостий президент ЄАА

Президентом Європейської легкоатлетичної асоціації є болгарин Добромір Карамарінов, який був обраний на посаду 14 жовтня 2021 рішенням Конгресу асоціації. До обрання він виконував з березня 2020 функції Тимчасового президента (англ. Interim President). У квітні 2023 був переобраний Конгресом асоціації на новий 4-річний строк.
Карамарінов став шостим очільником організації за час її існування. До нього посаду Президента обіймали:
- 1969—1976:  Адріан Паулен[nl]
- 1976—1987:  Артур Голд[de]
- 1987—1999:  Карл-Олаф Гомен[fi]
- 1999—2015:  Гансйорг Вірц[de]
- 2015—2020:  Свейн Арне Гансен[no]